# Silver Lake (Floryda)
Silver Lake – jednostka osadnicza w Stanach Zjednoczonych, w stanie Floryda, w hrabstwie Lake.